# Teodor Pediazym
Teodor Pediazym również Pediasimos – retor bizantyński działający w połowie XIV wieku.
Teodor Pediazym działał w połowie XIV wieku. Jest autorem utworu retorycznego zatytułowanego Opis kościoła w Serraj (Ékphrasis perí tu hierú ton Serròn), hagiograficznej Opowieści o cudach męczennika Teodora (Ékthesis tinon thaumáton ton hagíon megálon martýron kaj thaumaturgòn Theodὸron), dwóch enkomiów Na słońce (Ejs ton hélion) i Na lato (Ejs to théros) a także Listów (Epistoláj) do Mikołaja Kabazylasa, teologa i mistyka bizantyńskiego.